# إليشا سام
إليشا سام (31 مارس 1997 - ) هو لاعب كرة قدم بلجيكي في مركز الهجوم. لعب مع إف سي آيندهوفن.

## وصلات خارجية
- إليشا سام على موقع قاعدة بيانات كرة القدم.إي يو (الإنجليزية)
- إليشا سام على موقع Soccerway.com (الإنجليزية)